# Augusto Alfonso Ocampo Camacho
Augusto Alfonso Ocampo Camacho es un abogado colombiano que ha ejercido cargos en la rama judicial y en la administración pública. En abril de 2025 fue nombrado Secretario Jurídico de la Presidencia de la República y en mayo del mismo año fue designado Ministro de Justicia y del Derecho (encargado).

## Trayectoria
Ocampo es egresado de la Universidad Católica de Colombia, con especialización en Investigación Criminal. Ha sido juez penal del circuito, magistrado auxiliar y conjuez del Tribunal Superior de Bogotá. También se desempeñó como fiscal delegado ante la Jurisdicción Especial para la Paz (JEP).
Durante la alcaldía de Gustavo Petro en Bogotá (2012–2015) fue director distrital de Asuntos Disciplinarios. En 2016 fue nombrado «zar anticorrupción» (director de la Oficina de Transparencia) en la Alcaldía de Ibagué, a cargo de Guillermo Alfonso Jaramillo.

## Activismo jurídico
En 2020 integró el equipo defensor del periodista Daniel Mendoza en el caso de la serie web Matarife. El Juzgado 24 Civil de Bogotá negó la tutela interpuesta por el expresidente Álvaro Uribe Vélez que buscaba retirar la serie, al proteger la libertad de expresión del autor.

## Controversias
En 2013 la Personería de Bogotá lo sancionó con inhabilidad por expresiones ofensivas en redes sociales; la decisión fue revocada en segunda instancia posteriormente.
Su gestión en Ibagué fue cuestionada por posibles conflictos de interés y presunto nepotismo debido a la contratación simultánea de allegadas suyas en la Secretaría de Hacienda; además recibió un contrato adicional en la Personería Municipal.
En 2012 se generó debate nacional cuando una tutela que promovió en un caso de abuso de menores fue interpretada como una vía para permitir beneficios penitenciarios a condenados por esos delitos, lo que motivó pronunciamientos del ICBF y discusión pública sobre el alcance de la ley.
En febrero de 2024, la Comisión Seccional de Disciplina Judicial del Tolima lo sancionó en primera instancia con suspensión de la tarjeta profesional por cuatro meses por un caso de presunta estafa; en marzo de 2025 fue absuelto en segunda instancia por la Comisión Nacional de Disciplina Judicial.
En 2025, medios nacionales reseñaron una deuda personal contraída por Ocampo en 2018 con un funcionario de su mismo gabinete en Ibagué, la cual permanecía pendiente de pago varios años después.

## Cargos en el Gobierno nacional
El 28 de abril de 2025 fue posesionado como secretario jurídico de la Presidencia. El 16 de mayo de 2025 fue designado encargado del Ministerio de Justicia tras la renuncia de Ángela María Buitrago.